# Down with Love
Down with Love är en amerikansk långfilm från 2003 i regi av Peyton Reed, med Renée Zellweger, Ewan McGregor, Sarah Paulson och David Hyde Pierce i rollerna.

## Handling
Barbara Novak (Renée Zellweger) anländer 1962 till New York med sin nya bok Down with Love. Där beskriver hon hur kvinnor ska kunna bli mer jämställda med männen: bland annat ska de sluta drömma om kärlek, äktenskap och barn. Boken ska ges ut av det stora bokförlaget Banner House, men där har de inga planer på att hjälpa henne att marknadsföra boken. För att råda bot på det försöker hennes förlagsredaktör Vikki få superjournalisten Catcher Block (Ewan McGregor) att skriva en artikel om Barbara och hennes bok. Men Catcher Block är så upptagen av sina många olika flickvänner att han vägrar till en början. När hans flickvänner läser Barbaras bok och slutar träffa honom och hon dessutom angriper hans sätt att leva i TV bestämmer han sig emellertid för att hämnas genom att lura Barbara att bli kär i honom så att han sedan kan skriva en avslöjande artikel om henne.

## Rollista
| Renée Zellweger   | – Barbara Novak   |
| Ewan McGregor     | – Catcher Block   |
| Sarah Paulson     | – Vikki Hiller    |
| David Hyde Pierce | – Peter MacMannus |
| Rachel Dratch     | – Gladys          |
| Jack Plotnick     | – Maurice         |
| Tony Randall      | – Theodore Banner |
| John Aylward      | – E.G.            |
| Warren Munson     | – C.B.            |
| Matt Ross         | – J.B.            |
| Michael Ensign    | – J.R.            |
| Timothy Omundson  | – R.J.            |
| Jeri Ryan         | – Gwendolyn       |
| Ivana Milicevic   | – Yvette          |
| Melissa George    | – Elkie           |